# Gimnasio "Luis Estrada Medina"
El Gimnasio "Luis Estrada Medina", también conocido como "El Monasterio", es la sede del equipo de baloncesto Frayles de Guasave que participa en el Circuito de Baloncesto de la Costa del Pacífico con sede en la ciudad de Guasave, Sinaloa, México. Tiene una capacidad para 1,500 personas.
Actualmente también es la casa del equipo de baloncesto profesional Liebres de Guasave, que participan en el Circuito de Baloncesto del Pacífico. En el año 2022, recibió una remodelación total del inmueble, en el cual se invirtió 4.5 millones de pesos.